# No Place Like Jail (film 1918)
No Place Like Jail è un cortometraggio muto del 1918, diretto da Frank Terry prodotto da Hal Roach con Stan Laurel. 
Rappresenta il sesto film girato dall'attore Stan Laurel dopo il cortometraggio Huns and Hyphens girato sempre nel 1918.
Il cortometraggio fu pubblicato il 7 ottobre 1918.